# Liste der Kulturdenkmäler in Hamburg-Volksdorf
Die Liste der Kulturdenkmäler in Hamburg-Volksdorf enthält die in der Denkmalliste ausgewiesenen Denkmäler auf dem Gebiet des Stadtteils Volksdorf der Freien und Hansestadt Hamburg.
Basis ist der Datensatz Denkmalliste Hamburg auf dem Transparenzportal Hamburg. Dieser enthält alle Objekte, die rechtskräftig nach dem Hamburger Denkmalschutzgesetz vom 5. April 2013 unter Denkmalschutz stehen (§ 6 Abs. 1 DSchG HA) oder zumindest zeitweise standen. Die Denkmalliste steht auch als PDF-Dokument zur Verfügung. Alle Denkmäler in Volksdorf, die schon nach dem Denkmalschutzgesetz vom 3. Dezember 1973, zuletzt geändert am 27. November 2007, unter Denkmalschutz standen, sind auch auf der Liste der Kulturdenkmäler im Hamburger Bezirk Wandsbek zu finden.

## Legende
- ID: Gibt die vom Denkmalschutzamt Hamburg vergebene Objekt-ID (Identifikationsnummer) des Kulturdenkmals an, (in Klammern gegebenenfalls die Denkmalnummer nach altem Denkmalschutzgesetz).
- Adresse: Nennt den Straßennamen und, wenn vorhanden, die Hausnummer des Kulturdenkmals. Die Grundsortierung der Liste erfolgt nach dieser Adresse.
- Art: Zeigt an, ob es ein Objekt („O“) oder ein Ensemble („E“) ist.
- Datierung: Gibt die Datierung an; das Jahr der Fertigstellung bzw. den Zeitraum der Errichtung.
- Ensemble: Gibt die Nummer des Ensembles an, zu der das Objekt gehört, bzw. bei Ensembles die Nummer des Ensembles selbst.

Hinweis: Die Grundsortierung der Liste erfolgt nach der Adresse und ist alternativ nach ID, Art (Objekt oder Ensemble), Typ, Datierung, Entwurf oder Kurzbeschreibung sortierbar.

| ID               | Adresse | Art | Typ                                                                    | Kurzbeschreibung | Datierung               | Entwurf | Ensemble | Bild           |
| ---------------- | --- | --- | ---------------------------------------------------------------------- | --- | ----------------------- | --- | -------- | -------------- |
| 31099            | Ahrensburger Weg 2a, 2b, 12, Lerchenberg 12a, 12b, 12c, 12d, 12e (Lage) | E   |                                                                        | Hofanlage Mahrscher Hof Lerchenberg / Ahrensburger Weg |                         | | 31099    | weitere Bilder |
| 27305 (1139)     | Ahrensburger Weg 2a, 2b (Lage) | O   | Scheune                                                                | | 1826                    | | 31099    |                |
| 27286            | Ahrensburger Weg 12 (Lage) | O   | Hofanlage (Hoffläche; u. a.)                                           | Mahrscher Hof, ehemalige Hoffläche mit Reihenhäusern bebaut | 1826                    | | 31099    | BW             |
| 26743            | Ahrensburger Weg 20 (Lage) | O   | HJ-Heim                                                                | | 1936–1939               | |          | weitere Bilder |
| 27313            | Ahrensburger Weg bei Nr. 140 (Lage) | O   | Grenzstein                                                             | | 1912                    | |          | weitere Bilder |
| 27312            | Ahrensburger Weg östlich von Nr. 136 (Lage) | O   | Grenzstein                                                             | | 1912                    | |          | weitere Bilder |
| 27317            | Ahrensburger Weg östlich von Nr. 136 (Lage) | O   | Grenzstein                                                             | | 1912                    | |          | weitere Bilder |
| 27314            | Ahrensburger Weg östlich von Nr. 143 (Lage) | O   | Grenzstein                                                             | | 1912                    | |          | weitere Bilder |
| 27309            | Andreasweg nördlich von Nr. 13 (Lage) | O   | Grenzstein                                                             | | 18. Jh. (vermutl.)      | |          |                |
| 27124 (1149)     | Beerenwinkel 12 (Lage) | O   | Wohnhaus                                                               | | 1914                    | Mohr |          |                |
| 23317            | Brunsdorfer Weg 8, 10 (Lage) | O   | Grenzstein                                                             | | 1883                    | |          | weitere Bilder |
| 26760            | Brunsdorfer Weg 8, 10 (Lage) | O   | Grenzstein                                                             | Laut Lageplan identisch mit Grenzstein Nr. 23317 | 1883                    | |          | BW             |
| 23268            | Brunsdorfer Weg 20 (Lage) | O   | Grenzstein                                                             | | 1883                    | |          | weitere Bilder |
| 26759            | Brunsdorfer Weg 20 (Lage) | O   | Grenzstein                                                             | Laut Lageplan identisch mit Grenzstein Nr. 23268 | 1883                    | |          |                |
| 31022            | Claus-Ferck-Straße 1, 1a, 1b, Weiße Rose 19, auf der Höhe von Nr. 19 (Lage) | E   |                                                                        | Postgebäude Claus-Ferck-Straße / Weiße Rose |                         | | 31022    |                |
| 26511            | Claus-Ferck-Straße 1 (Lage) | O   | Postgebäude/Geschäftshaus                                              | | 1949/1950               | Ahrendt, Walter                                                                                              | 31022    |                |
| 27485            | Claus-Ferck-Straße 1, 1a (Lage) | O   | Denkmal                                                                | Denkmal für die Weiße Rose | 1978                    | Reckert, Franz                                                                                               |          |                |
| 27412            | Claus-Ferck-Straße 1a (Lage) | O   | Postgebäude/Geschäftshaus                                              | | 1949/1950               | Ahrendt, Walter                                                                                              | 31022    |                |
| 27413            | Claus-Ferck-Straße 1b (Lage) | O   | Postgebäude/Geschäftshaus                                              | | 1949/1950               | Ahrendt, Walter                                                                                              | 31022    |                |
| 29281            | Claus-Ferck-Straße 39, Vörn Barkholt 3 (Lage) | O   | Wohn- und Geschäftshaus                                                | | 1930                    | |          |                |
| 29723            | Claus-Ferck-Straße 40 (Lage) | O   | Wohnhaus; Nebengebäude                                                 | Haus und Nebengebäude | 19. Jh.                 | |          |                |
| 27125            | Claus-Ferck-Straße auf der Höhe von Nr. 12 (Lage) | O   | Bahnhof (U-Bahn)                                                       | U-Bahnhof Volksdorf | 1915/1918               | Goebel, Eugen                                                                                                | 31090    | weitere Bilder |
| 31090            | Claus-Ferck-Straße o.Nr., auf der Höhe von Nr. 12 (Lage) | E   |                                                                        | U-Bahnhof Volksdorf |                         | | 31090    |                |
| 27407            | Claus-Ferck-Straße o.Nr. (Lage) | O   | Bahnhof (U-Bahn)                                                       | U-Bahnhof Volksdorf (U1) | 1915/1918               | Goebel, Eugen                                                                                                | 31090    |                |
| 27136            | Diekkamp 15 (Lage) | O   | Einfamilienhaus                                                        | | 1909                    | |          |                |
| 27137            | Diekkamp 17b (Lage) | O   | Einfamilienhaus                                                        | | 1909                    | |          |                |
| 27138            | Diekkamp 43 HAUS 6 (Lage) | O   | Wohnwirtschaftsgebäude                                                 | | 1913                    | Bartels, Albert                                                                                              |          |                |
| 29663 (941)      | Duvenwischen 70 (Lage) | O   | Landhausanlage                                                         | Anlage mit Landhaus, Eingangstor, Teilen der Gartenanlage bzw. des Landschaftsparks mit Teich und Insel | 1910/1911               | Jacob & Ameis (Jacob, Alfred/Ameis, Otto)                                                                    |          | weitere Bilder |
| 31100            | Eulenkrugpfad 2, 4 (Lage) | E   |                                                                        | bei Nr. 4 moderner Nachfolgebau |                         | | 31100    | BW             |
| 27289 (735)      | Eulenkrugpfad 2 (Lage) | O   | Wohnwirtschaftsgebäude                                                 | | 1877                    | | 31100    |                |
| 26732 (735)      | Eulenkrugpfad 4 (Lage) | O   | Wohnhaus                                                               | Moderner Nachfolgebau | 1877                    | | 31100    | BW             |
| 27132            | Eulenkrugstraße 60 (Lage) | O   | Wohnhaus                                                               | | 19. Jh.                 | |          | weitere Bilder |
| 27323            | Eulenkrugstraße 62 (Lage) | O   | Wohnhaus                                                               | | 19. Jh.                 | |          | weitere Bilder |
| 27409            | Eulenkrugstraße 64 (Lage) | O   | Wohnhaus                                                               | Grundstück unbebaut | 19. Jh.                 | |          | BW             |
| 31093            | Eulenkrugstraße o.Nr., Im Alten Dorfe 28, Ohlendorffs Park (Lage) | E   |                                                                        | Villa Ohlendorff / Ohlendorffs Park Im Alten Dorfe |                         | | 31093    | weitere Bilder |
| 28594            | Eulenkrugstraße o.Nr., Ohlendorffs Park (Lage) | O   | Park                                                                   | Ohlendorffs Park | 1878, ab                | | 31093    | weitere Bilder |
| 27479            | Farmsener Landstraße 2 (Lage) | O   | Grenzstein                                                             | Nicht auffindbar (laut Lageplan auf Privatgrund, nur teilweise einsehbar) | 1782, vor               | |          | BW             |
| 27129 (683)      | Farmsener Landstraße 60 (Lage) | O   | Stiftsgebäude                                                          | Stresow-Stift | 1927                    | Distel & Grubitz (Distel, Hermann/Grubitz, August)                                                           |          |                |
| 27135            | Farmsener Landstraße 87 (Lage) | O   | Erholungsheim                                                          | Diakonissenerholungsheim Bethanien | 1903                    | |          |                |
| 27134 (1154)     | Farmsener Landstraße 100 (Lage) | O   | Forsthaus                                                              | Revierförsterei Volksdorf, ehem. | 1904, um                | |          |                |
| 31024            | Farmsener Landstraße 135, 137, 139 (Lage) | E   |                                                                        | Farmsener Landstraße 135-139 |                         | | 31024    |                |
| 27119            | Farmsener Landstraße 135 (Lage) | O   | Wohnhaus                                                               | | 1920, um                | Oberdieck, Bernhard                                                                                          | 31024    |                |
| 27118            | Farmsener Landstraße 137 (Lage) | O   | Wohnhaus                                                               | | 1920, um                | Oberdieck, Bernhard                                                                                          | 31024    |                |
| 25961            | Farmsener Landstraße 139 (Lage) | O   | Wohnhaus                                                               | | 1936                    | Busch, Rudolf                                                                                                | 31024    |                |
| 29708            | Farmsener Landstraße 181a (Lage) | O   | Kirchengebäude; Gemeindezentrum; Kindergarten                          | Heilig-Kreuz-Kirche mit Gemeindehaus und Kindergarten | 1964/1965               | Bunsmann, Walter/Rau, Jörn                                                                                   |          | weitere Bilder |
| 27120            | Farmsener Landstraße 188 (Lage) | O   | Wohnhaus                                                               | | 1906                    | Lorenzen, Ludwig                                                                                             |          | weitere Bilder |
| 31091            | Farmsener Landstraße 189, Halenreie 2, 4 (Lage) | E   |                                                                        | Farmsener Landstraße / Halenreie |                         | | 31091    |                |
| 27126            | Farmsener Landstraße 189 (Lage) | O   | Wohn- und Geschäftshaus                                                | | 1951/1952               | Ahrendt, Walter                                                                                              | 31091    |                |
| 27127            | Halenreie 2 (Lage) | O   | Wohn- und Geschäftshaus                                                | | 1951/1952               | Ahrendt, Walter                                                                                              | 31091    |                |
| 27324            | Halenreie 4 (Lage) | O   | Wohn- und Geschäftshaus                                                | | 1951/1952               | Ahrendt, Walter                                                                                              | 31091    |                |
| 27128 (1281)     | Halenreie 5 (Lage) | O   | Landhaus                                                               | | 1925–1926               | Küntzel & Köbcke                                                                                             |          | weitere Bilder |
| 26886            | Heidloge westlich der Straße (Lage) | O   | Grenzstein                                                             | | 18. Jh. (vermutl.)      | |          | weitere Bilder |
| 26756            | Heinrich-von-Ohlendorff-Straße 83 (Lage) | O   | Grenzstein                                                             | | 1854                    | |          |                |
| 26757            | Heinrich-von-Ohlendorff-Straße 83 (Lage) | O   | Grenzstein                                                             | Privatgrund mit Gartenabfällen, Bauschutt und Überwucherungen | 1920                    | |          | BW             |
| 26758            | Heinrich-von-Ohlendorff-Straße 95 (Lage) | O   | Grenzstein                                                             | | 1883                    | |          |                |
| 26754            | Heinrich-von-Ohlendorff-Straße 97 (Lage) | O   | Grenzstein                                                             | | 1885                    | |          |                |
| 26755            | Heinrich-von-Ohlendorff-Straße 97 (Lage) | O   | Grenzstein                                                             | | 1885                    | |          |                |
| 26749            | Heinrich-von-Ohlendorff-Straße 99 (Lage) | O   | Grenzstein                                                             | auf Privat-Grundstück | 1927                    | |          |                |
| 26750            | Heinrich-von-Ohlendorff-Straße 99 (Lage) | O   | Grenzstein                                                             | auf Privat-Grundstück | 1927                    | |          | BW             |
| 26751            | Heinrich-von-Ohlendorff-Straße 99 (Lage) | O   | Grenzstein                                                             | auf Privat-Grundstück | 1927                    | |          | BW             |
| 26752            | Heinrich-von-Ohlendorff-Straße 99 (Lage) | O   | Grenzstein                                                             | auf Privat-Grundstück | 1927                    | |          | BW             |
| 26753            | Heinrich-von-Ohlendorff-Straße 99 (Lage) | O   | Grenzstein                                                             | | 1885                    | |          |                |
| 27380            | Heinsonweg 16 (Lage) | O   | Wohnhaus                                                               | | 1944/1945               | |          |                |
| 27381            | Holthusenstraße 2 (Lage) | O   | Landhaus                                                               | | 1910/1911               | Steinbrück, B.                                                                                               |          |                |
| 31102            | Huusbarg 4, 8, 9, 10, 11, 12, 13, 15 (Lage) | E   |                                                                        | Huusbarg 4, 8-12, 9-15 |                         | | 31102    | BW             |
| 27382            | Huusbarg 4 (Lage) | O   | Einfamilienhaus                                                        | | 1925                    | Eplinius, Walter                                                                                             | 31102    |                |
| 27383            | Huusbarg 8 (Lage) | O   | Wohnhaus                                                               | | 1927                    | Oberdieck, Bernhard                                                                                          | 31102    |                |
| 27386            | Huusbarg 9 (Lage) | O   | Einfamilienhaus                                                        | | 1929                    | Trahn, Karl                                                                                                  | 31102    |                |
| 27384            | Huusbarg 10 (Lage) | O   | Wohnhaus                                                               | | 1930                    | Langmaack, Gerhard                                                                                           | 31102    |                |
| 27388            | Huusbarg 11 (Lage) | O   | Einfamilienhaus                                                        | | 1921                    | Kleeberg, Heinrich                                                                                           | 31102    |                |
| 27385 (1926)     | Huusbarg 12 (Lage) | O   | Wohnhaus                                                               | | 1922                    | Härtling | 31102    |                |
| 27387            | Huusbarg 13 (Lage) | O   | Einfamilienhaus                                                        | | 1929                    | Trahn, Karl                                                                                                  | 31102    |                |
| 27389            | Huusbarg 15 (Lage) | O   | Einfamilienhaus                                                        | | 1926–1927               | Engel, Semmy                                                                                                 | 31102    |                |
| 27123            | Huusbarg 36 (Lage) | O   | Einfamilienhaus                                                        | | 1934/1935               | Höger, Fritz                                                                                                 |          |                |
| 29722            | Im Allhorn 14 (Lage) | O   | Wohnhaus; Geländer; Einfriedung                                        | Haus, Geländer und Einfriedigung | 1949                    | Schneider, Hans                                                                                              |          |                |
| 31101            | Im Allhorn 45, 47, 49 (Lage) | E   |                                                                        | Walddörfer-Schule |                         | | 31101    |                |
| 27411 (1138)     | Im Allhorn 45 (Lage) | O   | Schulanlage (Schulgebäude; Sportplatz)                                 | Walddörfer-Schule | 1928/1931               | Schumacher, Fritz                                                                                            | 31101    | weitere Bilder |
| 27302 (1138)     | Im Allhorn 47 (Lage) | O   | Schulanlage (Schulgebäude; Sportplatz)                                 | Walddörfer-Schule | 1928/1931               | Schumacher, Fritz                                                                                            | 31101    | weitere Bilder |
| 27410 (1138)     | Im Allhorn 49 (Lage) | O   | Schulanlage (Schulgebäude; Sportplatz)                                 | Walddörfer-Schule | 1928/1931               | Schumacher, Fritz                                                                                            | 31101    | weitere Bilder |
| 27131 (1652)     | Im Alten Dorfe 28 (Lage) | O   | Landhaus                                                               | Villa Ohlendorff / Ohlendorffs Park, ehem. (Ortsamt Walddörfer) | 1927/1928               | Elinigius & Schramm (Elingius, Erich/Schramm, Gottfried)                                                     | 31093    | weitere Bilder |
| 28593 (1652)     | Im Alten Dorfe 28 (Lage) | O   | Park                                                                   | Villa Ohlendorff / Ohlendorffs Park, ehem. (Ortsamt Walddörfer) | 1878, ab                | | 31093    | weitere Bilder |
| 31098            | Im Alten Dorfe 44, 46, 48a, 48b, 48c, 48d, 48e, 60 (Lage) | E   |                                                                        | Museumsdorf Volksdorf |                         | | 31098    |                |
| 27287 (415, 676) | Im Alten Dorfe 44 (Lage) | O   | Arbeiterwohnhaus (Instenhaus)                                          | Museumsdorf Volksdorf | 18. Jh., 2. Hälfte      | | 31098    |                |
| 27288 (416, 676) | Im Alten Dorfe 46 (Lage) | O   | Wohnwirtschaftsgebäude                                                 | Museumsdorf Volksdorf Harderhof | 1800, um; 1967          | | 31098    |                |
| 27285 (417, 676) | Im Alten Dorfe 48a (Lage) | O   | Wohnwirtschaftsgebäude                                                 | Museumsdorf Volksdorf Spiekerhus | 17. Jh., Ende           | | 31098    |                |
| 27290 (129, 676) | Im Alten Dorfe 48b (Lage) | O   | Mühlengebäude                                                          | Mühlenwerk der abgebr. Mühle in Hummelsbüttel | 1851                    | Behrmann, H.                                                                                                 | 31098    |                |
| 26733 (676)      | Im Alten Dorfe 48c (Lage) | O   | Gebäude                                                                | Museumsdorf Volksdorf, "Durchfahrtsscheune" | 1652                    | | 31098    |                |
| 26734 (676)      | Im Alten Dorfe 48d (Lage) | O   | Gebäude                                                                | Museumsdorf Volksdorf, "Alte Schmiede" | 1967–77                 | | 31098    |                |
| 26735 (676)      | Im Alten Dorfe 48e (Lage) | O   | Gebäude                                                                | Museumsdorf Volksdorf, "Wagnerhof" | 1983–89                 | | 31098    |                |
| 44403            | Im Alten Dorfe 60 (Lage) | O   | Kate                                                                   | Volksdorfer Schulkate | 1752; 1830; 1983 / 1990 | Unbekannt | 27287    | weitere Bilder |
| 27300 (1873)     | Im Alten Dorfe 61 (Lage) | O   | Wohnhaus                                                               | | 1911/1912               | |          | weitere Bilder |
| 27299            | Im Alten Dorfe 65 (Lage) | O   | Wohnhaus                                                               | | 1900, um                | |          |                |
| 27373            | Im Alten Dorfe o.Nr. (Lage) | O   | Denkmal                                                                | Denkmal für Kaiser Wilhelm I. | 1897                    | |          |                |
| 27374            | Im Alten Dorfe o.Nr. (Lage) | O   | Denkmal                                                                | Denkmal für Heimkehrer | 20. Jh., Mitte          | |          |                |
| 29726            | Im Alten Dorfe vor Nr. 41, Ecke Eulenkrugpfad (Lage) | O   | Denkmalanlage                                                          | Kriegerdenkmal, Monument und Eiche | 1871, nach              | |          |                |
| 27321 (1071)     | Im Berge 36 (Lage) | O   | Einfamilienhaus                                                        | | 1920er Jahre            | Laage, Richard                                                                                               |          |                |
| 29711 (1078)     | Im Berge 38 (Lage) | O   | Wohnhaus; Atelierhaus; Vorgarten; Garten                               | Wohngebäude, Vorgarten mit Einfriedung und Knick, Garten mit seiner Grundrissgestaltung und seinem Relief, Wegenetz, Bepflanzung und Bäume, Pergola und Rosenspalier an der Südseite, Hecke im Norden sowie Atelierhaus mit Ausstattung | 1929                    | Beyle, Fritz                                                                                                 |          |                |
| 31092            | Im Regestall 46, o.Nr. (Lage) | E   |                                                                        | U-Bahnhof Buckhorn |                         | | 31092    | weitere Bilder |
| 27130            | Im Regestall 46 (Lage) | O   | Bahnhof (U-Bahn)                                                       | U-Bahnhof Buckhorn | 1913–1918               | Goebel, Eugen                                                                                                | 31092    |                |
| 26747            | Im Regestall Auf dem Waldfriedhof Volksdorf. (Lage) | O   | Grenzstein                                                             | Grenzstein W154 | 1807                    | |          | weitere Bilder |
| 26748            | Im Regestall Auf dem Waldfriedhof Volksdorf. (Lage) | O   | Grenzstein                                                             | Grenzstein W155 | 1807                    | |          | weitere Bilder |
| 27320            | Im Regestall Beim Lottbeker Teich. (Lage) | O   | Grenzstein                                                             | Grenzstein W149, unauffindbar, laut "Lage"-Plan wahrscheinlich unter der Teichoberfläche | 1807                    | |          |                |
| 27322            | Im Regestall Beim Lottbeker Teich. (Lage) | O   | Grenzstein                                                             | Grenzstein W150 | 1807                    | |          |                |
| 26744            | Im Regestall Beim Waldfriedhof Volksdorf. (Lage) | O   | Grenzstein                                                             | Grenzstein W151 | 1807                    | |          |                |
| 26745            | Im Regestall Beim Waldfriedhof Volksdorf. (Lage) | O   | Grenzstein                                                             | Grenzstein W152 | 1807                    | |          |                |
| 26746            | Im Regestall Beim Waldfriedhof Volksdorf. (Lage) | O   | Grenzstein                                                             | Grenzstein W153 | 1807                    | |          |                |
| 27408            | Im Regestall o.Nr. (Lage) | O   | Bahnhof (U-Bahn)                                                       | U-Bahnhof Buckhorn (U1) | 1913–1918               | Goebel, Eugen                                                                                                | 31092    |                |
| 27481            | Im Regestall Unter der Lottbek. (Lage) | O   | Grenzstein                                                             | Grenzstein W148a, nicht eindeutig definierbar wegen gelockerter Uferbefestigung insbesondere beim Zustand 2015 | 1835                    | |          |                |
| 27319            | Im Ulenbusch o.Nr. (Lage) | O   | Grenzstein                                                             | | 1807                    | |          | weitere Bilder |
| 31103            | Immenschuur 9a, 9b, 9c, 9d, 13a, 13b, 13c, 13d, 17a, 17b, 17c, 17d, 21a, 21b, 21c, 21d, o.Nr. (Lage) | E   |                                                                        | Siedlung Immenschuur |                         | | 31103    |                |
| 27390            | Immenschuur 9a (Lage) | O   | Wohnhaus                                                               | | 1960/1961               | Schramm & Elingius (Elingius, Jürgen/Peters, Harald/Schramm, Gottfried/Schramm, Jost); Plomin, Karl (Garten) | 31103    |                |
| 27391            | Immenschuur 9b (Lage) | O   | Wohnhaus                                                               | | 1960/1961               | Schramm & Elingius (Elingius, Jürgen/Peters, Harald/Schramm, Gottfried/Schramm, Jost); Plomin, Karl (Garten) | 31103    |                |
| 27392            | Immenschuur 9c (Lage) | O   | Wohnhaus                                                               | | 1960/1961               | Schramm & Elingius (Elingius, Jürgen/Peters, Harald/Schramm, Gottfried/Schramm, Jost); Plomin, Karl (Garten) | 31103    |                |
| 27393            | Immenschuur 9d (Lage) | O   | Wohnhaus                                                               | siehe Bilder Immenschuur 9a, 9b, 9c | 1960/1961               | Schramm & Elingius (Elingius, Jürgen/Peters, Harald/Schramm, Gottfried/Schramm, Jost); Plomin, Karl (Garten) | 31103    | BW             |
| 27398            | Immenschuur 13a (Lage) | O   | Wohnhaus                                                               | | 1960/1961               | Schramm & Elingius (Elingius, Jürgen/Peters, Harald/Schramm, Gottfried/Schramm, Jost); Plomin, Karl (Garten) | 31103    |                |
| 27399            | Immenschuur 13b (Lage) | O   | Wohnhaus                                                               | | 1960/1961               | Schramm & Elingius (Elingius, Jürgen/Peters, Harald/Schramm, Gottfried/Schramm, Jost); Plomin, Karl (Garten) | 31103    |                |
| 27400            | Immenschuur 13c (Lage) | O   | Wohnhaus                                                               | | 1960/1961               | Schramm & Elingius (Elingius, Jürgen/Peters, Harald/Schramm, Gottfried/Schramm, Jost); Plomin, Karl (Garten) | 31103    |                |
| 27401            | Immenschuur 13d (Lage) | O   | Wohnhaus                                                               | siehe Bilder Immenschuur 13a, 13b, 13c | 1960/1961               | Schramm & Elingius (Elingius, Jürgen/Peters, Harald/Schramm, Gottfried/Schramm, Jost); Plomin, Karl (Garten) | 31103    | BW             |
| 27394            | Immenschuur 17a (Lage) | O   | Wohnhaus                                                               | | 1960/1961               | Schramm & Elingius (Elingius, Jürgen/Peters, Harald/Schramm, Gottfried/Schramm, Jost); Plomin, Karl (Garten) | 31103    |                |
| 27395            | Immenschuur 17b (Lage) | O   | Wohnhaus                                                               | | 1960/1961               | Schramm & Elingius (Elingius, Jürgen/Peters, Harald/Schramm, Gottfried/Schramm, Jost); Plomin, Karl (Garten) | 31103    |                |
| 27396            | Immenschuur 17c (Lage) | O   | Wohnhaus                                                               | | 1960/1961               | Schramm & Elingius (Elingius, Jürgen/Peters, Harald/Schramm, Gottfried/Schramm, Jost); Plomin, Karl (Garten) | 31103    |                |
| 27397            | Immenschuur 17d (Lage) | O   | Wohnhaus                                                               | siehe Bilder Immenschuur 17a, 17b, 17c | 1960/1961               | Schramm & Elingius (Elingius, Jürgen/Peters, Harald/Schramm, Gottfried/Schramm, Jost); Plomin, Karl (Garten) | 31103    | BW             |
| 27402            | Immenschuur 21a (Lage) | O   | Wohnhaus                                                               | | 1960/1961               | Schramm & Elingius (Elingius, Jürgen/Peters, Harald/Schramm, Gottfried/Schramm, Jost); Plomin, Karl (Garten) | 31103    |                |
| 27403            | Immenschuur 21b (Lage) | O   | Wohnhaus                                                               | Bild siehe Immenschuur 21a | 1960/1961               | Schramm & Elingius (Elingius, Jürgen/Peters, Harald/Schramm, Gottfried/Schramm, Jost); Plomin, Karl (Garten) | 31103    |                |
| 27404            | Immenschuur 21c (Lage) | O   | Wohnhaus                                                               | Bild siehe Immenschuur 21a | 1960/1961               | Schramm & Elingius (Elingius, Jürgen/Peters, Harald/Schramm, Gottfried/Schramm, Jost); Plomin, Karl (Garten) | 31103    |                |
| 27414            | Immenschuur 21d (Lage) | O   | Wohnhaus                                                               | Bild siehe Immenschuur 21a | 1960/1961               | Schramm & Elingius (Elingius, Jürgen/Peters, Harald/Schramm, Gottfried/Schramm, Jost); Plomin, Karl (Garten) | 31103    |                |
| 27405            | Immenschuur o.Nr. (Lage) | O   | Siedlung                                                               | Siedlung Immenschuur | 1960/1961               | Schramm & Elingius (Elingius, Jürgen/Peters, Harald/Schramm, Gottfried/Schramm, Jost); Plomin, Karl (Garten) | 31103    |                |
| 27304 (831)      | Kattjahren 18, 20 (Lage) | O   | Wohnhaus                                                               | | 1850/1870               | |          |                |
| 23331            | Klosterwisch 8 (Lage) | O   | Landhaus                                                               | | 1904/1905               | Rzekonski, William/Rzekonski, Rudolf                                                                         |          | weitere Bilder |
| 29709 (1607)     | Langenwiesen 15 (Lage) | O   | Wohnhaus/Atelierhaus; Vorgarten; Garten (Teich; Memorialanlage; u. a.) | Langenwiesen 15, Wohnhaus, Vorgarten und Garten mit Teich und Memorialanlage | 1921–1925               | Maetzel, Emil                                                                                                |          |                |
| 27301            | Lerchenberg 2, 2a (Lage) | O   | Wohnwirtschaftsgebäude                                                 | | 1870, um                | |          |                |
| 27303 (1139)     | Lerchenberg 12a (Lage) | O   | Wohnwirtschaftsgebäude                                                 | | 1826                    | | 31099    |                |
| 26736 (1139)     | Lerchenberg 12b (Lage) | O   | Wohnwirtschaftsgebäude                                                 | | 1826                    | | 31099    |                |
| 26737 (1139)     | Lerchenberg 12c (Lage) | O   | Wohnwirtschaftsgebäude                                                 | | 1826                    | | 31099    |                |
| 26738 (1139)     | Lerchenberg 12d (Lage) | O   | Wohnwirtschaftsgebäude                                                 | | 1826                    | | 31099    |                |
| 26739 (1139)     | Lerchenberg 12e (Lage) | O   | Wohnwirtschaftsgebäude                                                 | | 1826                    | | 31099    |                |
| 27121            | Mellenbergweg 39 (Lage) | O   | Wohnhaus                                                               | | 1909                    | Heinrich, A.                                                                                                 |          | weitere Bilder |
| 27122 (1713)     | Mellenbergweg 51 (Lage) | O   | Wohnhaus                                                               | | 1921                    | Wilkening, Hans                                                                                              |          |                |
| 29725 (644)      | Mellenbergweg 83 (Lage) | O   | Landhaus; Garten                                                       | Villa Schluck, Landhaus und Garten | 1922/1923               | Schneider, Karl/Peters, Jakob Detlef/Witte, Karl                                                             |          |                |
| 27318            | Moorbekweg o.Nr. (Lage) | O   | Grenzstein                                                             | | 1912                    | |          | weitere Bilder |
| 31023            | Rittmeisterkoppel 1a, 1b, 1c, 1d, 2a, 2b, 2c, 2d, 3a, 3b, 3c, 3d, 4a, 4b, 4c, 4d, 5a, 5b, 5c, 5d, 6a, 6b, 6c, 6d, 7a, 7b, 7c, 7d, 8a, 8b, 8c, 8d, 9a, 9b, 9c, 9d, 10a, 10b, 10c, 10d, 11a, 11b, 11c, 11d, 12a, 12b, 12c, 12d, 13a, 13b, 13c, 13d, 14a, 14b, 14c, 14d, 16a, 16b, 16c, 16d, 18a, 18b, 18c, 18d, Siedlung Rittmeisterkoppel (Lage) | E   |                                                                        | Siedlung Rittmeisterkoppel |                         | | 31023    | weitere Bilder |
| 26720 (1615)     | Rittmeisterkoppel 1a (Lage) | O   | Wohnhaus                                                               | | 1937/1938               | Ahrendt, Walter                                                                                              | 31023    |                |
| 27325 (1615)     | Rittmeisterkoppel 1b (Lage) | O   | Wohnhaus                                                               | | 1937/1938               | Ahrendt, Walter                                                                                              | 31023    |                |
| 27326 (1615)     | Rittmeisterkoppel 1c (Lage) | O   | Wohnhaus                                                               | siehe Bilder 1a, 1b | 1937/1938               | Ahrendt, Walter                                                                                              | 31023    | BW             |
| 27327 (1615)     | Rittmeisterkoppel 1d (Lage) | O   | Wohnhaus                                                               | siehe Bilder 1a, 1b | 1937/1938               | Ahrendt, Walter                                                                                              | 31023    | BW             |
| 26730 (1615)     | Rittmeisterkoppel 2a (Lage) | O   | Wohnhaus                                                               | | 1937/1938               | Ahrendt, Walter                                                                                              | 31023    |                |
| 27328 (1615)     | Rittmeisterkoppel 2b (Lage) | O   | Wohnhaus                                                               | | 1937/1938               | Ahrendt, Walter                                                                                              | 31023    |                |
| 27329 (1615)     | Rittmeisterkoppel 2c (Lage) | O   | Wohnhaus                                                               | siehe Bilder 2a, 2b | 1937/1938               | Ahrendt, Walter                                                                                              | 31023    | BW             |
| 27330 (1615)     | Rittmeisterkoppel 2d (Lage) | O   | Wohnhaus                                                               | siehe Bilder 2a, 2b | 1937/1938               | Ahrendt, Walter                                                                                              | 31023    | BW             |
| 26718 (1615)     | Rittmeisterkoppel 3a (Lage) | O   | Wohnhaus                                                               | | 1937/1938               | Ahrendt, Walter                                                                                              | 31023    |                |
| 27331 (1615)     | Rittmeisterkoppel 3b (Lage) | O   | Wohnhaus                                                               | | 1937/1938               | Ahrendt, Walter                                                                                              | 31023    |                |
| 27332 (1615)     | Rittmeisterkoppel 3c (Lage) | O   | Wohnhaus                                                               | | 1937/1938               | Ahrendt, Walter                                                                                              | 31023    |                |
| 27333 (1615)     | Rittmeisterkoppel 3d (Lage) | O   | Wohnhaus                                                               | siehe Bilder 3a, 3b, 3c | 1937/1938               | Ahrendt, Walter                                                                                              | 31023    | BW             |
| 26725 (1615)     | Rittmeisterkoppel 4a (Lage) | O   | Wohnhaus                                                               | | 1937/1938               | Ahrendt, Walter                                                                                              | 31023    |                |
| 27334 (1615)     | Rittmeisterkoppel 4b (Lage) | O   | Wohnhaus                                                               | siehe Bilder 4a, 4b | 1937/1938               | Ahrendt, Walter                                                                                              | 31023    |                |
| 27335 (1615)     | Rittmeisterkoppel 4c (Lage) | O   | Wohnhaus                                                               | siehe Bilder 4a, 4b | 1937/1938               | Ahrendt, Walter                                                                                              | 31023    | BW             |
| 27336 (1615)     | Rittmeisterkoppel 4d (Lage) | O   | Wohnhaus                                                               | siehe Bilder 4a, 4b | 1937/1938               | Ahrendt, Walter                                                                                              | 31023    | BW             |
| 26721 (1615)     | Rittmeisterkoppel 5a (Lage) | O   | Wohnhaus                                                               | | 1937–1938               | Ahrendt, Walter                                                                                              | 31023    |                |
| 27337 (1615)     | Rittmeisterkoppel 5b (Lage) | O   | Wohnhaus                                                               | | 1937/1938               | Ahrendt, Walter                                                                                              | 31023    |                |
| 27338 (1615)     | Rittmeisterkoppel 5c (Lage) | O   | Wohnhaus                                                               | | 1937/1938               | Ahrendt, Walter                                                                                              | 31023    |                |
| 27339 (1615)     | Rittmeisterkoppel 5d (Lage) | O   | Wohnhaus                                                               | siehe Bilder 5a, 5b, 5c | 1937/1938               | Ahrendt, Walter                                                                                              | 31023    | BW             |
| 26724 (1615)     | Rittmeisterkoppel 6a (Lage) | O   | Wohnhaus                                                               | | 1937/1938               | Ahrendt, Walter                                                                                              | 31023    |                |
| 27340 (1615)     | Rittmeisterkoppel 6b (Lage) | O   | Wohnhaus                                                               | | 1937/1938               | Ahrendt, Walter                                                                                              | 31023    |                |
| 27341 (1615)     | Rittmeisterkoppel 6c (Lage) | O   | Wohnhaus                                                               | siehe Bilder 6a, 6b | 1937/1938               | Ahrendt, Walter                                                                                              | 31023    | BW             |
| 27342 (1615)     | Rittmeisterkoppel 6d (Lage) | O   | Wohnhaus                                                               | siehe Bilder 6a, 6b | 1937/1938               | Ahrendt, Walter                                                                                              | 31023    | BW             |
| 26719 (1615)     | Rittmeisterkoppel 7a (Lage) | O   | Wohnhaus                                                               | | 1937/1938               | Ahrendt, Walter                                                                                              | 31023    |                |
| 27343 (1615)     | Rittmeisterkoppel 7b (Lage) | O   | Wohnhaus                                                               | | 1937/1938               | Ahrendt, Walter                                                                                              | 31023    |                |
| 27344 (1615)     | Rittmeisterkoppel 7c (Lage) | O   | Wohnhaus                                                               | siehe Bilder 7a, 7b | 1937/1938               | Ahrendt, Walter                                                                                              | 31023    | BW             |
| 27345 (1615)     | Rittmeisterkoppel 7d (Lage) | O   | Wohnhaus                                                               | siehe Bilder 7a, 7b | 1937/1938               | Ahrendt, Walter                                                                                              | 31023    | BW             |
| 26727 (1615)     | Rittmeisterkoppel 8a (Lage) | O   | Wohnhaus                                                               | | 1937/1938               | Ahrendt, Walter                                                                                              | 31023    |                |
| 27346 (1615)     | Rittmeisterkoppel 8b (Lage) | O   | Wohnhaus                                                               | | 1937/1938               | Ahrendt, Walter                                                                                              | 31023    |                |
| 27347 (1615)     | Rittmeisterkoppel 8c (Lage) | O   | Wohnhaus                                                               | | 1937/1938               | Ahrendt, Walter                                                                                              | 31023    |                |
| 27348 (1615)     | Rittmeisterkoppel 8d (Lage) | O   | Wohnhaus                                                               | siehe Bilder 8a, 8b, 8c | 1937/1938               | Ahrendt, Walter                                                                                              | 31023    | BW             |
| 26722 (1615)     | Rittmeisterkoppel 9a (Lage) | O   | Wohnhaus                                                               | | 1937/1938               | Ahrendt, Walter                                                                                              | 31023    |                |
| 27349 (1615)     | Rittmeisterkoppel 9b (Lage) | O   | Wohnhaus                                                               | | 1937/1938               | Ahrendt, Walter                                                                                              | 31023    |                |
| 27350 (1615)     | Rittmeisterkoppel 9c (Lage) | O   | Wohnhaus                                                               | siehe Bilder 9a, 9b | 1937/1938               | Ahrendt, Walter                                                                                              | 31023    | BW             |
| 27351 (1615)     | Rittmeisterkoppel 9d (Lage) | O   | Wohnhaus                                                               | siehe Bilder 9a, 9b | 1937/1938               | Ahrendt, Walter                                                                                              | 31023    | BW             |
| 25960 (1615)     | Rittmeisterkoppel 10a (Lage) | O   | Wohnhaus                                                               | | 1937/1938               | Ahrendt, Walter                                                                                              | 31023    |                |
| 27352 (1615)     | Rittmeisterkoppel 10b (Lage) | O   | Wohnhaus                                                               | siehe Bild 10a | 1937/1938               | Ahrendt, Walter                                                                                              | 31023    | BW             |
| 27353 (1615)     | Rittmeisterkoppel 10c (Lage) | O   | Wohnhaus                                                               | siehe Bild 10a | 1937/1938               | Ahrendt, Walter                                                                                              | 31023    | BW             |
| 27354 (1615)     | Rittmeisterkoppel 10d (Lage) | O   | Wohnhaus                                                               | siehe Bild 10a | 1937/1938               | Ahrendt, Walter                                                                                              | 31023    | BW             |
| 25959 (1615)     | Rittmeisterkoppel 11a (Lage) | O   | Wohnhaus                                                               | | 1937/1938               | Ahrendt, Walter                                                                                              | 31023    |                |
| 27355 (1615)     | Rittmeisterkoppel 11b (Lage) | O   | Wohnhaus                                                               | siehe Bild 11a | 1937/1938               | Ahrendt, Walter                                                                                              | 31023    | BW             |
| 27356 (1615)     | Rittmeisterkoppel 11c (Lage) | O   | Wohnhaus                                                               | siehe Bild 11a | 1937/1938               | Ahrendt, Walter                                                                                              | 31023    | BW             |
| 27357 (1615)     | Rittmeisterkoppel 11d (Lage) | O   | Wohnhaus                                                               | siehe Bild 11a | 1937/1938               | Ahrendt, Walter                                                                                              | 31023    | BW             |
| 26728 (1615)     | Rittmeisterkoppel 12a (Lage) | O   | Wohnhaus                                                               | | 1937/1938               | Ahrendt, Walter                                                                                              | 31023    |                |
| 27358 (1615)     | Rittmeisterkoppel 12b (Lage) | O   | Wohnhaus                                                               | siehe Bild 12a | 1937/1938               | Ahrendt, Walter                                                                                              | 31023    | BW             |
| 27359 (1615)     | Rittmeisterkoppel 12c (Lage) | O   | Wohnhaus                                                               | siehe Bild 12a | 1937/1938               | Ahrendt, Walter                                                                                              | 31023    | BW             |
| 27360 (1615)     | Rittmeisterkoppel 12d (Lage) | O   | Wohnhaus                                                               | siehe Bild 12a | 1937/1938               | Ahrendt, Walter                                                                                              | 31023    | BW             |
| 26726 (1615)     | Rittmeisterkoppel 13a (Lage) | O   | Wohnhaus                                                               | | 1937–1938               | Ahrendt, Walter                                                                                              | 31023    |                |
| 27361 (1615)     | Rittmeisterkoppel 13b (Lage) | O   | Wohnhaus                                                               | siehe Bild 13a | 1937/1938               | Ahrendt, Walter                                                                                              | 31023    | BW             |
| 27362 (1615)     | Rittmeisterkoppel 13c (Lage) | O   | Wohnhaus                                                               | siehe Bild 13a | 1937/1938               | Ahrendt, Walter                                                                                              | 31023    | BW             |
| 27363 (1615)     | Rittmeisterkoppel 13d (Lage) | O   | Wohnhaus                                                               | siehe Bild 13a | 1937/1938               | Ahrendt, Walter                                                                                              | 31023    | BW             |
| 26729 (1615)     | Rittmeisterkoppel 14a (Lage) | O   | Wohnhaus                                                               | | 1937/1938               | Ahrendt, Walter                                                                                              | 31023    |                |
| 27364 (1615)     | Rittmeisterkoppel 14b (Lage) | O   | Wohnhaus                                                               | | 1937/1938               | Ahrendt, Walter                                                                                              | 31023    |                |
| 27365 (1615)     | Rittmeisterkoppel 14c (Lage) | O   | Wohnhaus                                                               | siehe Bilder 14a, 14b | 1937/1938               | Ahrendt, Walter                                                                                              | 31023    | BW             |
| 27366 (1615)     | Rittmeisterkoppel 14d (Lage) | O   | Wohnhaus                                                               | siehe Bilder 14a, 14b | 1937/1938               | Ahrendt, Walter                                                                                              | 31023    | BW             |
| 26723 (1615)     | Rittmeisterkoppel 16a (Lage) | O   | Wohnhaus                                                               | | 1937/1938               | Ahrendt, Walter                                                                                              | 31023    |                |
| 27367 (1615)     | Rittmeisterkoppel 16b (Lage) | O   | Wohnhaus                                                               | | 1937/1938               | Ahrendt, Walter                                                                                              | 31023    |                |
| 27368 (1615)     | Rittmeisterkoppel 16c (Lage) | O   | Wohnhaus                                                               | siehe Bild 16a, 16b | 1937/1938               | Ahrendt, Walter                                                                                              | 31023    | BW             |
| 27369 (1615)     | Rittmeisterkoppel 16d (Lage) | O   | Wohnhaus                                                               | siehe Bild 16a, 16b | 1937/1938               | Ahrendt, Walter                                                                                              | 31023    | BW             |
| 26731 (1615)     | Rittmeisterkoppel 18a (Lage) | O   | Wohnhaus                                                               | | 1937/1938               | Ahrendt, Walter                                                                                              | 31023    |                |
| 27370 (1615)     | Rittmeisterkoppel 18b (Lage) | O   | Wohnhaus                                                               | siehe Bild 18a | 1937/1938               | Ahrendt, Walter                                                                                              | 31023    | BW             |
| 27371 (1615)     | Rittmeisterkoppel 18c (Lage) | O   | Wohnhaus                                                               | siehe Bild 18a | 1937/1938               | Ahrendt, Walter                                                                                              | 31023    | BW             |
| 27372 (1615)     | Rittmeisterkoppel 18d (Lage) | O   | Wohnhaus                                                               | siehe Bild 18a | 1937/1938               | Ahrendt, Walter                                                                                              | 31023    | BW             |
| 31089            | Rockenhof 1, 5, nördlich von Nr. 5 (Lage) | E   |                                                                        | Kirche am Rockenhof in Volksdorf |                         | | 31089    | weitere Bilder |
| 23329            | Rockenhof 1 (Lage) | O   | Kirchenkreishaus                                                       | | 20. Jh., Mitte          | | 31089    |                |
| 26515            | Rockenhof 5 (Lage) | O   | Gemeindehaus                                                           | | 1950–1952               | Ahrendt, Walter                                                                                              | 31089    |                |
| 23330            | Rockenhof nördlich von Nr. 5 (Lage) | O   | Kirchengebäude                                                         | | 1950–1952               | Ahrendt, Walter                                                                                              | 31089    |                |
| 26512            | Rögenweg 4 (Lage) | O   | Wohnhaus                                                               | | 1910                    | Gundlach |          |                |
| 26513            | Rögenweg 22 (Lage) | O   | Wohnhaus                                                               | | 1913                    | Oberdieck, Bernhard                                                                                          |          |                |
| 27117            | Saseler Weg 9 (Lage) | O   | Wohnhaus                                                               | | 1934                    | Gerson, Hans/Gerson, Oskar                                                                                   |          |                |
| 29710            | Saseler Weg 53 (Lage) | O   | Landhaus; u. a.                                                        | Haus und umgebendes Gelände (schwer einsehbar) | 1925/26                 | Höger, Fritz                                                                                                 |          | weitere Bilder |
| 27139 (1580)     | Schemmannstraße 32 (Lage) | O   | Einfamilienhaus                                                        | | 1930                    | Post, Otto                                                                                                   |          |                |
| 29724 (1905)     | Schemmannstraße 56 (Lage) | O   | Heimgebäude                                                            | Hauptgebäude des Johannes-Petersen-Heims, Nebengebäude, Zufahrt und Allee | 1905/06, um             | |          |                |
| 27376            | Schmalenremen auf dem Waldfriedhof, im Innenhof der Kapelle (Lage) | O   | Kriegerdenkmal (Kriegerdenkmal 1914/18 und 1939/45)                    | | 1960                    | Egon Lissow                                                                                                  |          | weitere Bilder |
| 27379            | Siedlung Rittmeisterkoppel | O   | Siedlung                                                               | Siedlung Rittmeisterkoppel, siehe auch Rittmeisterkoppel Ensemble 31023 | 1937/1938               | Ahrendt, Walter                                                                                              | 31023    |                |
| 43427 und 43428  | Sorenremen 18 (Lage) | O   | Kirchengebäude; Kirchturm                                              | St. Gabriel-Kirche mit Turm | 1967/1968               | Eckert von Holst, Brigitte                                                                                   |          | weitere Bilder |
| 31088            | Uppenhof 1, 2, 3, 4 (Lage) | E   |                                                                        | Uppenhof 1-4 |                         | | 31088    |                |
| 23328            | Uppenhof 1 (Lage) | O   | Mehrfamilienhaus                                                       | | 1936                    | Ahrendt, Walter                                                                                              | 31088    |                |
| 26740            | Uppenhof 2 (Lage) | O   | Mehrfamilienhaus                                                       | | 1936                    | Ahrendt, Walter                                                                                              | 31088    |                |
| 26741            | Uppenhof 3 (Lage) | O   | Mehrfamilienhaus                                                       | | 1936                    | Ahrendt, Walter                                                                                              | 31088    |                |
| 26742            | Uppenhof 4 (Lage) | O   | Mehrfamilienhaus                                                       | | 1936                    | Ahrendt, Walter                                                                                              | 31088    |                |
| 29664 (1018)     | Vörn Barkholt 6 (Lage) | O   | Schulanlage                                                            | Stadtteilschule Walddörfer, Schulanlage einschließlich der Freiflächen mit der Gartenanlage und deren baulicher Ausstattung (u. a. Brunnen, Figur "Stehende") nebst Stützmauern an der West- und Südseite und der Freitreppe, als Staatliche Schule für Ernährungs- und Hauswirtschaft gebaut, seit 1992 von der Stadtteilschule (ehemals Gesamtschule) Walddörfer genutzt. | 1956–1958               | Nissen, Godber/Fischer, Carl-Friedrich                                                                       |          | weitere Bilder |
| 26514            | Vörn Barkholt 7 (Lage) | O   | Verwaltungsgebäude                                                     | | 1925                    | Distel & Grubitz (Distel, Hermann/Grubitz, August)                                                           |          |                |
| 27406            | Vörn Barkholt 51 (Lage) | O   | Landhaus                                                               | | 1910                    | |          |                |
| 26762            | Waldweg bei Nr. 183 (Lage) | O   | Grenzstein                                                             | | 1769, vor (vermutl.)    | |          | weitere Bilder |
| 25957            | Weiße Rose 19 (Lage) | O   | Postgebäude/Geschäftshaus                                              | | 1949/1950               | Ahrendt, Walter                                                                                              | 31022    |                |
| 25958            | Weiße Rose auf der Höhe von Nr. 19 (Lage) | O   | Denkmal                                                                | Denkmal "Postillon" | 1950, um                | Kuöhl, Richard                                                                                               | 31022    | weitere Bilder |
| 27375            | Weiße Rose o.Nr. (Lage) | O   | Denkmal                                                                | Denkmal für die Weiße Rose | 1978                    | Reckert, Franz                                                                                               |          |                |
| 26761            | Wensenbalken 56 (Lage) | O   | Grenzstein                                                             | Lage in privater hinterer Bebauung zwischen Volksdorfer Grenzwerg, Brunsdorfer Weg und Wensenbalken, nicht zugänglich | 1883                    | |          | BW             |
| 27377            | Wiesenhöfen o.Nr. (Lage) | O   | Denkmal                                                                | Denkmal für Heimkehrer - identisch mit 27374 | 20. Jh., Mitte          | |          | BW             |
| 27378            | Wiesenhöfen o.Nr. (Lage) | O   | Denkmal                                                                | Denkmal für Kaiser Wilhelm I. - identisch mit 27373 | 1897                    | |          | BW             |